# Ficedula harterti
A Ficedula harterti a madarak osztályának verébalakúak (Passeriformes) rendjéhez és a  légykapófélék (Muscicapidae) családjához tartozó faj.

## Rendszerezése
A fajt Hendrik Cornelis Siebers írta le 1928-ban, az Erythromyias nembe Erythromyias harterti néven.

## Előfordulása
Délkelet-Ázsiában, az Indonéziához tartozó Sumba szigetén honos. Természetes élőhelyei a szubtrópusi vagy trópusi síkvidéki esőerdők és cserjések. Állandó, nem vonuló faj.

## Megjelenése
Testhossza 11 centiméter.

## Természetvédelmi helyzete
Az elterjedési területe ugyan kicsi és egyedszáma is csökken, de még nem éri el a kritikus szintet. A Természetvédelmi Világszövetség Vörös listáján nem fenyegetett fajként szerepel.